# Barolura
Barolura ist ein osttimoresischer Ort im Suco Meligo (Verwaltungsamt Cailaco, Gemeinde Bobonaro). Er liegt im Nordwesten der Aldeia Berleu, auf einer Meereshöhe von 138 m. Nordwestlich befindet sich auf der anderen Seite eines kleinen Wasserlaufs das Dorf Berleu.